# Podsavezna nogometna liga Brčko 1961./62.
Podsavezna nogometna liga Brčko', također i kao "Brčanska podsavezna nogometna liga" je bila liga petog stupnja nogometnog prvenstva Jugoslavije u sezoni 1961./62. 
 Sudjelovalo je 10 klubova, a prvak je bila "OFK Bijeljina". 

## Ljestvica
| mj. | klub                        | ut. | pob. | ner. | por. | gol+ | gol- | bod |
| --- | --------------------------- | --- | ---- | ---- | ---- | ---- | ---- | --- |
| 1.  | OFK Bijeljina               | 18  | 12   | 4    | 2    | 36   | 14   | 28  |
| 2.  | Podrinje Janja              | 18  | 10   | 2    | 6    | 40   | 27   | 22  |
| 3.  | Mladost Hasić (Donji Hasić) | 18  | 10   | 0    | 8    | 39   | 30   | 20  |
| 4.  | Posavac Ugljara             | 18  | 9    | 1    | 8    | 35   | 27   | 19  |
| 5.  | Zadrugar Gornji Rahić       | 18  | 6    | 6    | 6    | 24   | 39   | 18  |
| 6.  | Bratstvo Srnice             | 18  | 6    | 5    | 7    | 28   | 31   | 17  |
| 7.  | Poljoprivednik Novo Selo    | 18  | 6    | 5    | 7    | 32   | 38   | 17  |
| 8.  | Zadrugar Bijeljina          | 18  | 6    | 4    | 8    | 36   | 32   | 12  |
| 9.  | Zora Čelić                  | 18  | 6    | 3    | 9    | 25   | 38   | 15  |
| 10. | Rudar Ugljevik              | 18  | 2    | 4    | 12   | 18   | 37   | 8   |

## Rezultatska križaljka
| kratica | klub                        | BRA | MLA | OFKB | POD | POLJ | POS | RUD | ZADB | ZADGR | ZORA |
| --- | --------------------------- | --- | --- | ---- | --- | ---- | --- | --- | ---- | ----- | ---- |
| BRA | Bratstvo Srnice             |     |     |      |     |      |     |     |      |       |      |
| MLA | Mladost Hasić (Donji Hasić) |     |     |      |     |      |     |     |      |       |      |
| OFKB | OFK Bijeljina               |     |     |      |     |      |     |     |      |       |      |
| POD | Podrinje Janja              |     |     |      |     |      |     |     |      |       |      |
| POLJ | Poljoprivednik Novo Selo    |     |     |      |     |      |     |     |      |       |      |
| POS | Posavac Ugljara             |     |     |      |     |      |     |     |      |       |      |
| RUD | Rudar Ugljevik              |     |     |      |     |      |     |     |      |       |      |
| ZADB | Zadrugar Bijeljina          |     |     |      |     |      |     |     |      |       |      |
| ZADGR | Zadrugar Gornji Rahić       |     |     |      |     |      |     |     |      |       |      |
| ZORA | Zora Čelić                  |     |     |      |     |      |     |     |      |       |      |
| |                             |     |     |      |     |      |     |     |      |       |      |
| podebljan rezultat - utakmice od 1. do 9. kola (1. utakmica između klubova) rezultat normalne debljine - utakmice od 10. do 18. kola (2. utakmica između klubova) rezultat nakošen - nije vidljiv redoslijed odigravanja međusobnih utakmica iz dostupnih izvora rezultat nakošen i smanjen * - iz dostupnih izvora nije uočljiv domaćin susreta prekrižen rezultat - poništena ili brisana utakmica p - utakmica prekinuta 3:0 p.f. / 0:3 p.f. - rezultat 3:0 bez borbe n.i. - nije igrano |                             |     |     |      |     |      |     |     |      |       |      |

 Izvori: 

## Unutrašnje poveznice
- Međupodsavezna liga Brčko – Doboj – Tuzla 1961./62.
- Podsavezna liga Doboj 1961./62.